# Flint Hill (Durham)
Flint Hill – wieś w Anglii, w hrabstwie Durham. Leży 17 km na północny zachód od miasta Durham i 390 km na północ od Londynu.